# Westerhornermolen
De Westerhornermolen of kortweg Westerhorner is een poldermolen tussen het dorp Grijpskerk en het gehucht Gaarkeuken. De molen bemaalde het gebied van het waterschap de Westerhornermolenpolder onder Grijpskerk.
De molen werd in 1829 gebouwd en bleef tot in de jaren vijftig van de twintigste eeuw op windkracht in bedrijf. Na de plaatsing van een dieselmotor werd de aandrijving door middel van windkracht niet meer gebruikt en raakte de molen ernstig vervallen. In 1988 keerde het tij en werd de molen in oude luister hersteld. De vijzel kan zowel elektrisch als door windkracht worden aangedreven en de molen is als zodanig nog steeds een werkend gemaal. Door enkele vrijwillige molenaars wordt er zeer regelmatig op windkracht met de molen gemalen. De Westerhorner, die voorzien is van het zelfzwichtingssysteem was eigendom van de Molenstichting Westerkwartier, thans de Stichting De Groninger Poldermolens.
In het dorp Grijpskerk bevindt zich verder de korenmolen De Kievit. Aan het Van Starkenborghkanaal bevindt zich verder de in 2003 opnieuw opgebouwde poldermolen de Zwakkenburgermolen.